# خزف زجاجي

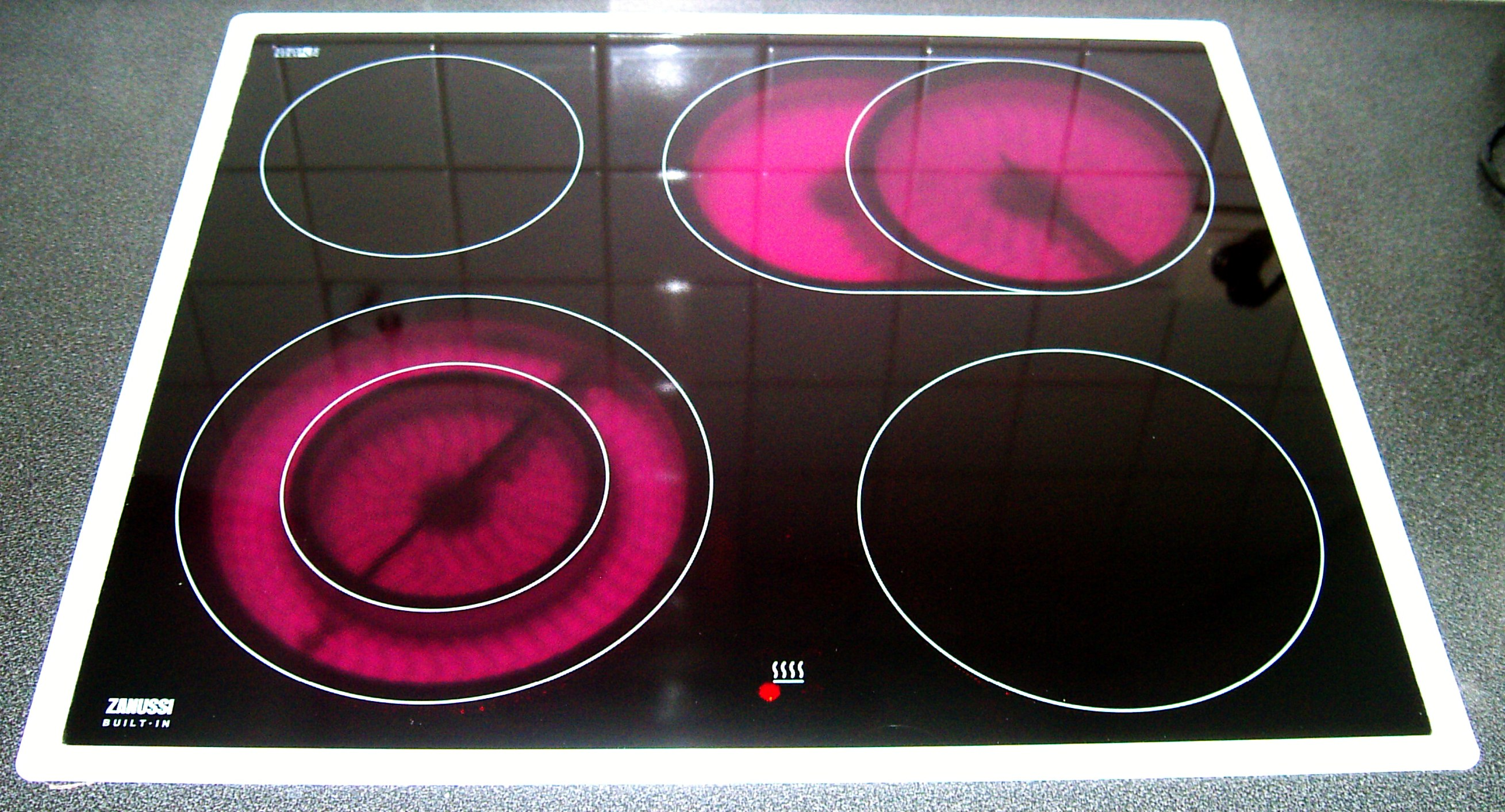
خزف زجاجي، لموقد كهربائي.

الخزف الزجاجي مواد ليس لها تركيب كيماوي ثابت أو بنية بللورية محددة وهي عبارة عن أكاسيد
تندرج المواد الزجاجية ضمن المواد السيراميكية ذات الشفافية ودرجة النقاء العالية.

## التركيب الكيميائي للمواد الزجاجية
يمكن تصنيف المواد الداخلة في المصهور الزجاجي على النحو التالي:
1. المواد المكونة بشكل أساسي للمصهور: مثل أكسيد الألمنيوم وأكسيد البور...
2. المواد المساعدة على صهر المزيج: تتشكل من أكاسيد المعادن الأساسية (القلوية)
3. مواد التثبيت: تلعب دوراً هاماً في تحسين الخواص الميكيانيكية للمواد الزجاجية
4. مواد التنقية للمصهور الزجاجي
5. تتم إضافة بعض المواد لتحسين خصائص الخلطة الزجاجية
6. تتم إضافة بعض المواد للتحكم بألوان المصهور.

| اسم الأكسيد      | الصيغة الكيميائية | التصنيف                                   |
| ---------------- | ----------------- | ----------------------------------------- |
| أكسيد السيليسيوم | SiO2              | مكون أساسي - أكسيد حامضي                  |
| أكسيد الألمنيوم  | Al2O3             | مكون أساسي - أكسيد حامضي                  |
| أكسيد البور      | B2O3              | مكون أساسي - أكسيد حامضي                  |
| أكسيد الفوسفور   | P2O5              | مكون أساسي - أكسيد حامضي                  |
| أكسيد الصوديوم   | Na2O              | مكون مساعد على الصهر - أكسيد قلوي (أساسي) |
| أكسيد البوتاسيوم | K2O               | مكون مساعد على الصهر - أكسيد قلوي (أساسي) |
| أكسيد الليثيوم   | Li2O              | مكون مساعد على الصهر - أكسيد قلوي (أساسي) |
| أكسيد الكالسيوم  | CaO               | مكون مثبت - أكسيد ترابي                   |
| أكسيد المغنيزيوم | MgO               | مكون مثبت - أكسيد ترابي                   |
| أكسيد الباريوم   | BaO               | مكون مثبت - أكسيد ترابي                   |
| أكسيد الزرنيخ    | As2O3             | تنقية                                     |
| أكسيد النيكل     | NiO               | تلوين                                     |
| أكسيد الكروم     | Cr2O3             | تلوين                                     |

## خصائص المواد الزجاجية
- تساوي الخصائص في جميع الاتجاهات
- يمر المصهور الزجاجي لدى رفع درجة حرارته بمرحلة اللدونة حيث لا يتحول مباشرة إلى الحالة السائلة.